# پیمان بانکوک
پیمان منطقه بدون جنگ‌افزار هسته‌ای جنوب خاوری آسیا به نام معمول پیمان بانکوک یک پیمان بازدارنده هسته‌ای بین ۱۰ کشور آسیای جنوب شرقی است که همگی عضو انجمن ملل آسیای جنوب خاوری (آسه آن) هستند. این کشورها شامل برونئی، کامبوج، اندونزی، لائوس، مالزی، میانمار، فیلیپین، سنگاپور، تایلند و ویتنام هستند. این پیمان در ۱۵ دسامبر ۱۹۹۵ در کنفرانس پیمان در بانکوک تایلند به امضا گذاشته و در ۲۸ مارس ۱۹۹۷ به اجرا درآمد. این پیمان اعضای خود را به ممانعت از ساخت، تهیه، در اختیارگیری یا کنترل جنگ‌افزار هسته‌ای ملزم می‌کند.
منطقه اعمال این پیمان شامل قلمروی کشورهای عضو و فلات قاره و منطقه انحصاری اقتصادی آن‌ها می‌شود. منظور از از «قلمرو» یعنی آب‌های داخلی، آب‌های سرزمینی، آب‌های مجمع‌الجزایر، بستر دریا، خاک زیر آن، خاک خود سرزمین و مرز هوایی بالای آن.

## پیش‌زمینه

کشورهای امضا و تصویب کننده

زمینه ایجاد یک منطقه بدون جنگ‌افزار هسته‌ای در جنوب شرق آسیا در ۲۷ نوامبر ۱۹۷۱ هنگامی آغاز شد که ۵ عضو اصلی آسه آن یعنی اندونزی، مالزی، فیلیپین، سنگاپور و تایلند، در کوالا لامپور مالزی دیدار کردند. آن‌ها در پی این نشست بیانیه منطقه صلح، آزادی و بی‌طرفی آسه آن را امضا کردند. یکی از اهداف آسه آن، ایجاد منطقه بدون جنگ‌افزار هسته‌ای در جنوب خاوری آسیا بود.
با این حال، با توجه به فضای سیاسی آن زمان، از جمله رقابت میان اعضا، درگیری در منطقه و جنگ سرد، ایجاد منطقه بدون جنگ‌افزار هسته‌ای، کمتر امکان‌پذیر بود؛ بنابراین پیشنهاد رسمی برای دستیابی به این هدف تا دهه ۱۹۹۰ تعویق افتاد. پس از پایان جنگ سرد و درگیری‌ها، کشورهای عضو، تلاش‌های خود برای خلع سلاح هسته‌ای را از سر گرفتند. پس از مذاکرات و نهایی شدن مفاد این پیمان توسط یک کارگروه از آسه آن، در نهایت در ۱۵ دسامبر ۱۹۹۵ توسط سران ۱۰ کشور عضو آسه آن در بانکوک امضا شد. این پیمان در ۲۸ مارس ۱۹۹۷ پس از اینکه همه کشورها به غیر از یکی، آن را تصویب کردند به اجرا درآمد. پس از تصویب فیلیپین در ۲۱ ژوئن ۲۰۰۱ اجرای این پیمان کامل شد. در سال ۲۰۱۴ در جلسه کمیسیون ویژه پیمان، وزیران کشورهای عضو، در حالیکه بار دیگر بر تعهد خود بر اجرای پیمان منطقه بدون جنگ‌افزار هسته‌ای در جنوب خاوری آسیا تأکید می‌کردند پیشرفت در پیاده‌سازی طرح اقدام برای تقویت پیمان از ۲۰۱۳ تا ۲۰۱۷ را بررسی کردند.

## پروتکل
این پیمان دارای یک پروتکل است که به امضای پنج کشور دارنده سلاح‌های هسته‌ای عضو پیمان‌نامه منع گسترش سلاح‌های هسته‌ای (چین، روسیه، فرانسه، بریتانیا و آمریکا) نرسیده‌است. این پروتکل از قدرت‌های هسته‌ای می‌خواهد که در هیچ مناقشه‌ای در ارتباط با کشورهای عضو، مداخله نکنند و از هرگونه استفاده یا تهدید به استفاده از جنگ‌افزار هسته‌ای علیه اعضای این پیمان خودداری کنند.
در نوامبر ۲۰۱۱ قدرت‌های هسته‌ای موافقت خود را با کشورهای آسه آن برای برداشتن گام‌هایی برای امضای این پیمان اعلام کرده‌اند. اما تا آوریل سال ۲۰۱۵، هیچ‌یک از آن این کار را نکرده‌اند.

## وضعیت اعضا

### اعضای رسمی
| نام کشور | تاریخ امضا     | تاریخ تصویب    |
| برونئی   | ۱۵ دسامبر ۱۹۹۵ | ۲۲ نوامبر ۱۹۹۶ |
| برمه     | ۱۵ دسامبر ۱۹۹۵ | ۱۷ ژوئیه ۱۹۹۶  |
| کامبوج   | ۱۵ دسامبر ۱۹۹۵ | ۲۷ مارس ۱۹۹۷   |
| اندونزی  | ۱۵ دسامبر ۱۹۹۵ | ۱۰ آوریل ۱۹۹۷  |
| لائوس    | ۱۵ دسامبر ۱۹۹۵ | ۱۶ ژوئیه ۱۹۹۶  |
| مالزی    | ۱۵ دسامبر ۱۹۹۵ | ۱۱ اکتبر ۱۹۹۶  |
| فیلیپین  | ۱۵ دسامبر ۱۹۹۵ | ۲۱ ژوئن ۲۰۰۱   |
| سنگاپور  | ۱۵ دسامبر ۱۹۹۵ | ۲۷ مارس ۱۹۹۷   |
| تایلند   | ۱۵ دسامبر ۱۹۹۵ | ۲۰ مارس ۱۹۹۷   |
| ویتنام   | ۱۵ دسامبر ۱۹۹۵ | ۲۶ نوامبر ۱۹۹۶ |

### کشورهای امضا کننده پروتکل
| نام کشور            | تاریخ امضا | تاریخ تصویب |
| چین                 |            |             |
| فرانسه              |            |             |
| روسیه               |            |             |
| بریتانیا            |            |             |
| ایالات متحده آمریکا |            |             |